# 後藤弘茂
後藤 弘茂（ごとう ひろしげ）はコンピューター分野を活動領域とする日本のフリーライター。妻の後藤貴子もコンピューター関係のライター。二男一女の父。
マイクロプロセッサなどの半導体技術の解説を得意分野とし、PC Watchの創刊当初から『後藤弘茂のWeekly海外ニュース』を連載しているほか、パソコン雑誌で多数の連載を持ち、ファンも多い。
趣味は典型的なオタクであり、ヘビーゲーマーでSFファン。またアニメ好きでもある。